# Sabaidee Luang Prabang
Pour plus de détails, voir Fiche technique et Distribution.
Sabaidee Luang Prabang, en lao ສະບາຍດີ ຫລວງພະບາງ, en thai สะบายดี หลวงพะบาง, (« Bonjour Luang Prabang ») est un film laotien de 2008 réalisé par le laotien Anousone Sirisackda et le thaïlandais Sakchai Deenan. 
Il a la particularité d'être le premier film laotien depuis la prise du pouvoir par les communistes en 1975 à être entièrement financé par des fonds privés.

## Synopsis
Le photographe métis Sorn visite le Laos à la recherche de ses origines. Il est guidé dans son voyage par Noi, une jolie laotienne. Il tombe amoureux de la ravissante créature et de multiples surprises les attendent.

## Fiche technique
- Titre français : Bonjour Luang Prabang
- Titres alternatifs : Sabaidee Luang Prabang / ສະບາຍດີ ຫລວງພະບາງ / สะบายดี หลวงพะบาง
- Réalisateurs : Anousone Sirisackda[7] et Sakchai Deenan[8]
- Scénario : Sakchai Deenan
- Production : Lao Art Media
- Pays : Laos et Thaïlande
- Langue : Laotien
- Genre : Comédie sentimentale, romance
- Durée : 88 minutes
- Date de sortie : 2008

## Distribution
- Ananda Everingham : Sorn, le beau métis, photographe voyageur en quête de ses origines
- Khamly Philavong[9] : Noi, la charmante laotienne, guide de Sorn
- Theeratorn Siriphunvaraporn

## Suites
Ce film a du succès en Thaïlande et au Laos. C'est pourquoi il constitue le début d'une trilogie Sabaidee, avec deux suites :
- Sabaidee 2 - From Pakse with Love (en thaï : สะบายดี 2: ไม่คำตอบจาก..ปากเซ) (2010)[11]
- Sabaidee 3 - Une noce laotienne (en thaï : สะบายดี วันวิวาห์ , สะบายดี3) (2011)[12]

## Contexte politique
Depuis la prise du pouvoir au Laos par les communistes en 1975, les seuls films de ce pays sont au moins partiellement financés par le gouvernement. La plupart sont des films patriotiques ou de propagande comme l'admirable "Le Lotus rouge" (Bua Daeng) de Som Ock Southiponh. La production de ce film indique, selon le journal britannique The Independent, que les autorités laotiennes espèrent fonder une industrie cinématographique dans leur pays et que celle-ci, cette nouvelle vague du cinéma laotien, pourrait être une nouvelle source de revenus. Le film cible aussi les spectateurs thaïlandais, parce qu'il n'existe en 2008 que deux salles de cinéma au Laos : elles sont dans la capitale Vientiane.[réf. nécessaire].